# Museum für gefährdete Töne
Das Museum für gefährdete Töne (engl. „Museum of Endangered Sounds“) ist ein seit Januar 2012 bestehendes virtuelles Tönemuseum, das von Brendan Chilcutt geleitet wird. Das Museum hat es sich zur Aufgabe gemacht, Geräusche von nicht mehr hergestellten Digital- und Nichtdigitalapparaten vor dem Aussterben zu bewahren.

## Beschreibung
Das Museum umfasst 33 Geräusche von Apparaten, die nicht mehr hergestellt werden (Stand 2020). Sie können auf der Museumsseite in einer Endlosschleife angehört werden. Chilcutt hat innerhalb seines Museum auch die Möglichkeit für jedermann eingerichtet, ihm per E-Mail weitere vom Aussterben bedrohte Geräusche zu senden.

## Gesammelte Töne (Auswahl)
Brendan Chilcutt will verhindern, dass so altvertraute Geräusche wie das einer Musikkassette, die gespult wird, das Rattern eines Filmprojektors, bis zum Geräusch eines Nadeldruckers, aus der Alltagswelt verschwinden.
| - Telefonzeitansage - Filmprojektor - Lochkartenmaschine - Olympus Trip 35 - Pac-Man - Tamagotchi | - Klingelgeräusch eines Analogtelefons - Supermarktkasse - Apple Macintosh - Modem - Plattenspieler | - Nadeldrucker - SMS von Nokia - Röhrenradio - Windows 95 - Videoabspielgerät - Musikkassette |